# Castlevania: Order of Shadows
Castlevania: Order of Shadows är ett mobiltelefon-spel i företaget Konamis välkända Castlevania-serie från 2008. Precis som dess föregångare Castlevania: Legends, Castlevania: Legacy of Darkness och Castlevania: Circle of the Moon, betraktas spelet inte ingå i Castlevania-spelens officiella tidslinje.

## Översikt
Spelet utspelas lite innan det första  Castlevania-spelet till NES från 1986. De tre syskonen Desmond, Zoe och Dolores Belmont måste stoppa Order of Shadows från att återuppliva Dracula. Tyvärr lyckas Rohan Krause, ledare för Order of Shadows, ändå återuppliva honom. Desmond måste därför bege sig till slottet Castlevania för att stoppa den onde vampyren en gång för alla.